# Мисията невъзможна: Режим Фантом
„Мисията невъзможна: Режим Фантом“ (на английски: Mission: Impossible – Ghost Protocol) е американски шпионски екшън филм от 2011 година и е четвъртият филм от поредицата Мисията невъзможна. С участието на Том Круз, който отново се превъплъщава в ролята си на агент Итън Хънт, филмът също е и първият екшън филм на режисьора Брад Бърд. Режим Фантом е първият от поредицата филми, който отчасти е сниман с IMAX камери. Премиерата на филма в Северна Америка се състои на 16 декември 2011, като е положително приет от критиците и се превръща в бокс офис успех.

## Сюжет
Внимание:  Текстът по-долу разкрива сюжета на произведението (или части от него)!
С помощта на новия си екип, агент Хънт (Том Круз) бяга от руски затвор и приема новата си мисия, която е да проникне в Кремъл и да разкрие тайното досие на потенциален ядрен терорист, известен под кодовото име Кобалт. Оказва се, че това е шведския професор Кърт Хендрикс (Микаел Нюквист), който изповядва безумната идея, че една световна ядрена война ще спомогне на човечеството да постигне траен мир и напредък. Терористът обаче успява да изпревари агент Хънт и екипа му и да взриви Кремъл, заличавайки следите си. За атентата и кражбата на куфарчето с кодовете на руските ядрени ракети е обвинен Хънт, а цялата агенция, за която работи, е разпусната. Останал без подкрепа и разчитайки само на екипа си, Итън Хънт се впуска в преследване на Кобалт, за да спре ядрения апокалипсис и да изчисти името си.

## Актьори
- Том Круз като Итън Хънт, лидер на екипа
- Пола Патън като Джейн Картър, член на екипа
- Саймън Пег като Бенджи Дън, технически агент на IMF и част от екипа
- Джеръми Ренър като Уилиам Брандт, главният анализатор на секретаря на IMF и бивш агент
- Майкъл Нявист като Кърт Хендрикс, роден шведско-руски ядрен стратег
- Владимир Машков като Анатоли Сидоров, руски агент на оперативното разузнаване, който преследва Хънт и неговия екип.
- Самули Еделман като Уистром, дясната ръка на Хендрикс
- Иван Шведов като Леонид Лисенкер, експерт по ядрени кодове, който е принуден да работи с Хендрикс
- Анил Капур като Бридж Нат, богат Индийски бизнесмен
- Леа Сейду като Сабин Моро, френски убиец под наем
- Джош Холоуей като Тревър Ханауей, агент на IMF
- Павел Криз като Марек Стефански
- Мираж Гърбик като Богдан, руски затворник освободен от Хънт
- Илия Волок като Мъглата, търговец на оръжия и братовчед Богдан
- Том Уилкинсън като секретаря на IMF
- Винг Реймс в камео роля като Лутър Стикел, колега на Хънт
- Мишел Монахан в камео роля като Джулия Мийд, съпругата на Хънт

## Продукция
Филмът първоначално е обявен с работно име „Мисията невъзможна 4“ и с кодово име „Овен“ по време на началото на производството. До август 2010 г. обмисляните заглавия не включват „Мисията невъзможна 4“ и има предложения заглавието да бъде „Мисия: Невъзможна“, като американското списание „Variety“ го сравняват с продължението на Кристофър Нолан на филма Батман в началото, който е озаглавен просто Черният рицар.
Филмът е частично заснет с IMAX камери, които съставят около 30 минути от филма. Бърд настоява филмът да се снима в IMAX, за разлика от 3D, като той смята, че IMAX формата предлага на зрителя по-добро преживяване поради яркото по-високо качество на изображението и по-голям екран, без да са необходими специализирани очила. Бърд също вярва, че IMAX формата ще върне „ниво“ на представянето на холивудски филми, които той вярва, че индустрията е загубила.
Снимките се провеждат от октомври 2010 до март 2011. Сцени са снимани в Дубай, Прага, Москва, Мумбай, Бангалор и Ванкувър. Том Круз изпълнява каскада, където Итън Хънт се изкачва по кулата Бурж Халифа, която е най-високата сграда в света, без използване на дубльор. Въпреки че Круз изглежда сякаш свободно соло се изкачва във филма с помощта на специални ръкавици, в действителност той е здраво закрепен към Бурж Халифа по всяко време от множество кабели. Кабелите са дигитално изтрити при постпродукцията от Industrial Light & Magic. Следвайки примера на Круз, Патън и Сейдокс също избират да се откажат от използването на каскадьор за сцената им в Бурж Халифа, където Картър си отмъщава на Моро за смъртта на Ханауей.
Много от интериорни сцени на филма са заснети в Canadian Motion Picture Park във Ванкувър, включително една ключова сцена в една специално оборудвана IMF влак кола и битката между Хънт и Хендрикс в Мумбай в автоматизиран на няколко нива, паркинг гараж (който е построен през шестмесечен период специално за филма). Кулминацията е заснета в офиса на Sun TV, намиращ се в Бенгалуру, Индия. Но началото на филма, бягането от затвора в Москва, са заснети на реално място в бивш затвор близо до Прага. Филмът също така включва и автомобила BMW i8.

## Маркетинг
През юли 2011 г., трейлър за Режим Фантом е пуснат, показващ нови снимки от филма, едни от които е как Том Круз изкачва най-високата сграда в света, намираща се в Дубай, Бурж Халифа. Освен това преди неговото пускане по кината студиото представя само с покана, IMAX кадри на филма на тълпа хора от формиращите общественото мнение и журналисти в BFI IMAX театърът в центъра на Лондон. Една от многото сцени, които са включени, е сцена с преследване в пустинна пясъчна буря в Дубай.
През ноември 2011 г., Paramount пуска игра в Facebook на филма, за да насърчи хората да отидат да гледат филма. Новата игра позволява на играчите да се превъплатят в ролята на IMF агенти, да формират отбори и да се впуснат в мултиплейър приключение. Играчите също така могат да събират билети в играта с които имат шанс да спечелят истински билети за премиерата на филма и прожекция в родния си град за тях и 30 приятеля.

## Саундтрак
Саундтракът към филма е съставен от Майкъл Джиачино, вторият му за франчайза и третата си съвместна работа с Брад Бърд след „Феноменалните“ и „Рататуй“. Саундтракът е пуснат от Варезе Сарабанде на 10 януари 2012.

### Траклиста
1. Give Her My Budapest (1:57)
2. Light The Fuse (2:01)*
3. Knife To A Gun Fight (3:42)
4. In Russia, Phone Dials You (1:40)*+
5. Kremlin With Anticipation (4:12)*+
6. From Russia With Shove (3:37)*
7. Ghost Protocol (4:58)*
8. Railcar Rundown (1:11)*
9. Hendricks' Manifesto (3:17)*
10. A Man, A Plan, A Code, Dubai (2:44)*
11. Love The Glove (3:44)*
12. The Express Elevator (2:31)*
13. Mission Impersonatable (3:55)
14. Moreau Trouble Than She's Worth (6:44)
15. Out For A Run (3:54)
16. Eye Of The Wistrom (1:05)
17. Mood India (4:28)*
18. Mumbai's The Word (7:14)
19. Launch Is On Hendricks (2:22)
20. World's Worst Parking Valet (5:03)*
21. Putting The Miss In Mission (5:19)*
22. Mission: Impossible Theme (Out With A Bang Version) (:53)*

- (*) Включва Mission: Impossible Theme от Лало Шифрин
- (+) Включва „The Plot“ от Лало Шифрин

## Премиера
След световната премиера в Дубай на 7 декември 2011 г., филмът е пуснат в САЩ на 16 декември 2011 г. в IMAX и други широкоформатни кина, а по света – на 21 декември 2011.

### Оценка
От 8 януари 2012 г. филмът е получил много положителни отзиви, отбелязвайки 93% на сайта Rotten Tomatoes, базирани на 191 мнения, което го прави най-добре оцененият филм от поредицата. Критичния консенсус на сайта е: „Стилен, забързан, и зареден с увлекателни сцени, четвъртата част на Мисията невъзможна е едно кинематично забавление с голям бюджет, което е наистина добро.“. Metacritic дава на филма резултат от 73 базиран на 36 мнения.
От Chicago Sun-Times, Роджър Ибърт дава на филма три и половина звезди от четири, заявявайки, че филмът „е страхотен трилър с екшън сцени, които функционират като един вид екшън поезия“. Филипа Хоукър от The Sydney Morning Herald дава на филма три звезди от пет, и каза, че е „абсурдно невероятно, но също така и доста забавно.“.

### Приходи
От 12 февруари 2012 г., Режим Фантом е събрал сума от 653 123 000 щ.д., като 206 514 768 са от Северна Америка и 446 600 000 от международните пазари. Филмът е най-касовият филм в световен мащаб от поредицата Мисията Невъзможна. Режим Фантом е 6-ия най-касов филм за 2011 г. Също той е и най-касовият филм на Том Круз, като подмина Война на световете.
В Северна Америка филмът печели 12,8 милиона щатски долара на неговото откриване през уикенда. Филмът застава на първо място в боксофиса през втория и третия уикенд с 29,6 милиона щатски долара и 29,4 милиона съответно. 20 дни след премиерата филмът става най-касовият през месец декември за 2011 г. в Северна Америка. Въпреки че само 9% от прожекциите на филма са в IMAX кина, от тях идват 23% от приходите на филма.
В международен план филмът дебютира с 69,5 млн. щ.д. в 42 пазара, представляващи приблизително 70% от пазара. В Обединените арабски емирства, поставя рекорд в първия уикенд с 2,4 милиона щатски долара. На 21 януари 2012 г., филмът минава приходите на „Мисията невъзможна 2“ от 331 млн. щ.д. и поставя нов рекорд за франчайза в чужбина.

### Награди
| Награда                          | Категория                                                   | Получател(и)                                                | Резултат  |
| -------------------------------- | ----------------------------------------------------------- | ----------------------------------------------------------- | --------- |
| Алианс на жените Филм Журналисти | Награда Kick Ass за най-добра жена екшън звезда             | Пола Патън                                                  | Номинация |
| Златна макара Награди            | Най-добри звукови ефекти: Най-добри звукови ефекти във филм | Най-добри звукови ефекти: Най-добри звукови ефекти във филм | Номинация |
| IGN Най-доброто от 2011          | Най-добър екшън филм                                        | Най-добър екшън филм                                        | Номинация |
| IGN Летни Филмови Награди        | Любим трейлър                                               | Любим трейлър                                               | Номинация |